# Renault Type PZ
Der Renault Type PZ war ein Personenkraftwagenmodell der Zwischenkriegszeit von Renault. Er wurde auch 18/22 CV bzw. ab Oktober 1927 18/24 CV genannt.

## Beschreibung
Die nationale Zulassungsbehörde erteilte am 17. Juli 1926 seine Zulassung. Als Variante des Renault Type PI hatte das Modell weder Vorgänger noch Nachfolger. 1928 endete die Produktion.
Der wassergekühlte Sechszylindermotor mit 85 mm Bohrung und 140 mm Hub hatte 4766 cm³ Hubraum. Die Motorleistung wurde über eine Kardanwelle an die Hinterachse geleitet. Die Höchstgeschwindigkeit war je nach Übersetzung mit 52 km/h bis 70 km/h angegeben.
Bei einem Radstand von 368 cm und einer Spurweite von 144 cm war das Fahrzeug entweder 499,6 cm lang, wenn sich die Reserveräder seitlich der Motorhaube befanden, oder 535 cm lang, wenn die Reserveräder am Heck montiert waren. Der Wendekreis war mit 15 bis 16 Metern angegeben. Das Fahrgestell wog 1600 kg. 
Das Fahrgestell kostete 70.000 Franc. Im Oktober 1927 betrug der Preis für einen siebensitzigen Tourenwagen 88.000 Franc und für eine siebensitzige Pullman-Limousine 94.000 Franc. Außerdem ist ein Cabriolet überliefert.
Der Unterschied zum ähnlichen Type PI bestand im Ölkühler und einer anderen Hinterradaufhängung.